# Tomapoderopsis tonkineus
Tomapoderopsis tonkineus is een keversoort uit de familie bladrolkevers (Attelabidae). De wetenschappelijke naam van de soort werd in 1943 gepubliceerd door Eduard Voss.